# Арки Скалігерів
45°26′37″ пн. ш. 10°59′56″ сх. д. / 45.44364367° пн. ш. 10.9989275° сх. д.
Арки Скалігерів або гробниці Скалігерів (італ. Arche scaligere) — група з п'яти готичних похоронних пам'ятників у Вероні (Італія), які вшановують родину Скалігерів, яка правила Вероною з XIII до кінця XIV століття.
Гробниці розташовані у дворі за межами церкви Санта-Марія-Антика, відокремленого від вулиці стіною із залізними гратами. Побудовані в готичному стилі, вони являють собою низку гробниць, подібних до скинії, що піднімаються високо над землею, з саркофагом, увінчаним вишуканим балдахіном, зі статуєю померлого, верхи та в обладунках.

## Опис
Гробниці розташовані в огородженні з кованих залізних решіток, прикрашених мотивом сходів, що відноситься до імені родини делла Скала, що в перекладі з італійської означає «сходи». Кам'яні стовпи огородження зображують статуї святих. Це гробниці наступних видатних представників династії Скалігерів:
- Кангранде І. Це була перша гробниця, побудована в XIV столітті за заповітом померлого, найвідомішого правителя міста зі Скалігерів. Дизайнером був архітектор церкви Святої Анастасії, який спланував її у формі готичного табернаклю, який підтримували запряжені собаки (Cangrande означає «Великий пес» італійською). На відміну від пізніших гробниць, він побудований біля стіни церкви, над дверним отвором, а не стоїть окремо. На саркофазі розташована лежача статуя владики, яка характеризується незвичайною усмішкою. З боків саркофаг прикрашений горельєфами на релігійну тематику та низькими рельєфами на військову тематику. На вершині балдахіну знаходиться кінна статуя Кангранде, яка тепер замінена копією (оригінал знаходиться в музеї Кастельвеккіо).
- Мастіно II. Будівництво цієї гробниці було розпочато у 1345 році, але під час її будівництва було змінено. Спочатку вона була пофарбована і позолочена, і оточена перилами з чотирма статуями Чеснот по кутах. Грані похоронної урни прикрашені релігійними мотивами; на кришці гробниці лежить статуя померлого, яку охороняють два ангели. Балдахін має релігійні теми, скульптурні на фронтоні, а також увінчаний кінною статуєю Мастіно II.
- Кансіньоріо. Датована 1375 роком і найбагатше прикрашена. Спроєктована Боніно да Кампіоне та має скульптури, що зображують святих-воїнів, євангельські фігури, чесноти та апостолів, а також велику кінну статую Кансіньйоріо.
- Альберто II. На відміну від інших, тут немає балдахіна, а лише багато прикрашений саркофаг, . Датується 1301 роком.
- Джованні. Цей пам'ятник вбудовано в стіну церкви. Він був закінчений у 1359 році Андріоло де Санті, і до 1400 року знаходився в церкві Сан-Фермо-Маджоре, перш ніж його перемістили до інших.

Гробниця Кансіньйоріо делла Скала була скопійована в Брансвікському монументі (1879) у Женеві, Швейцарія.

## Галерея

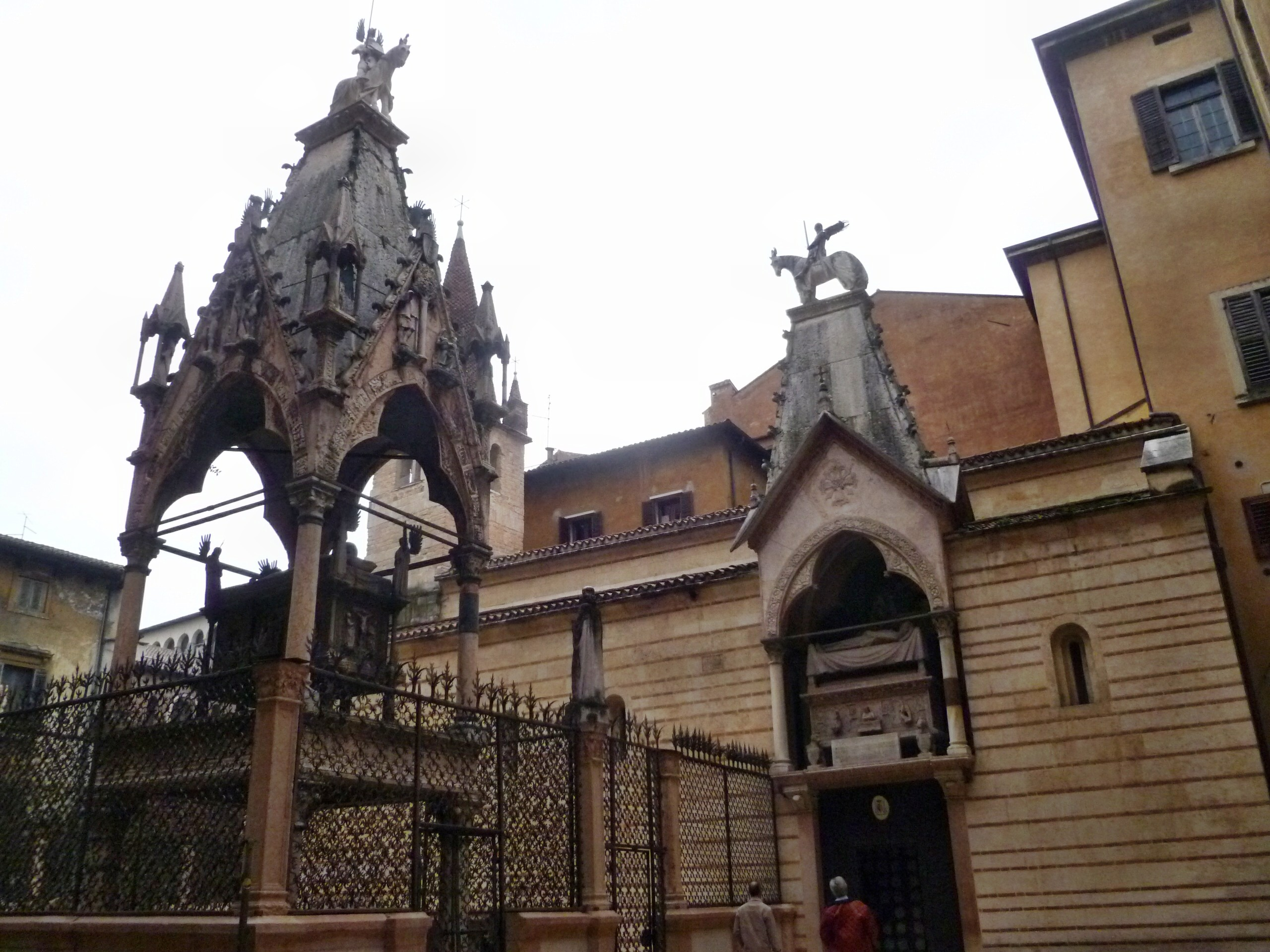
Могила Мастіно II ліворуч, Кангранде I праворуч.
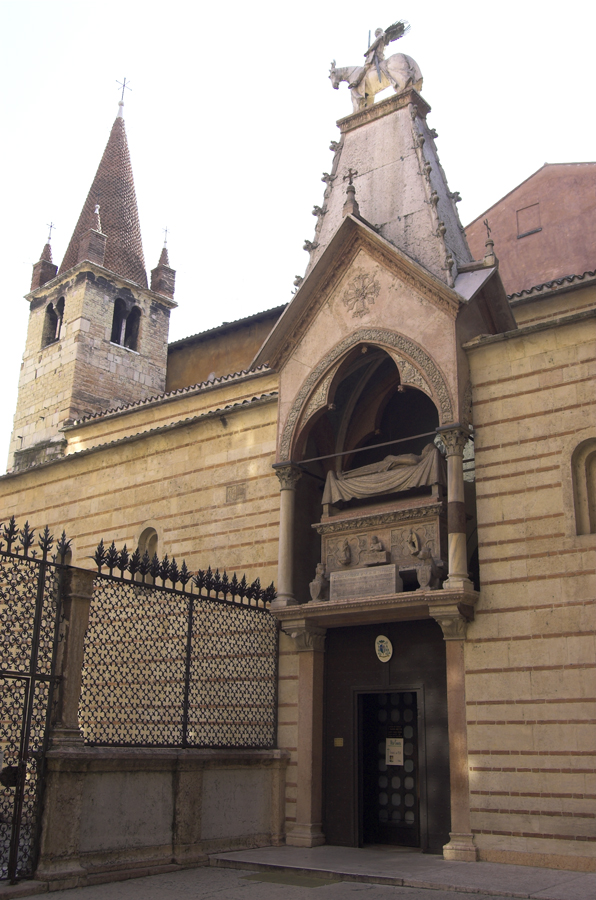
Могила Кангранде І
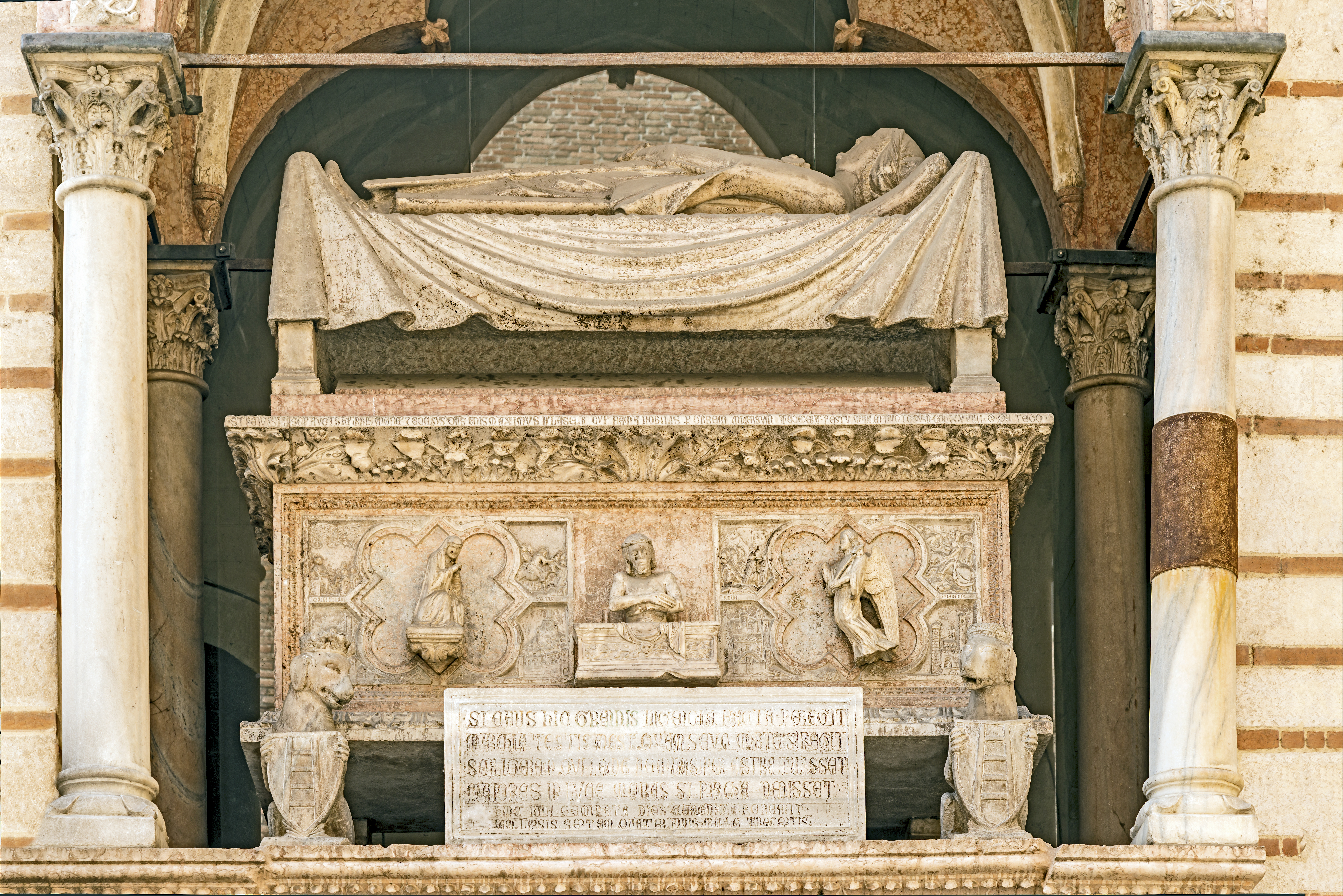
Саркофаг і статуя Кангранде І
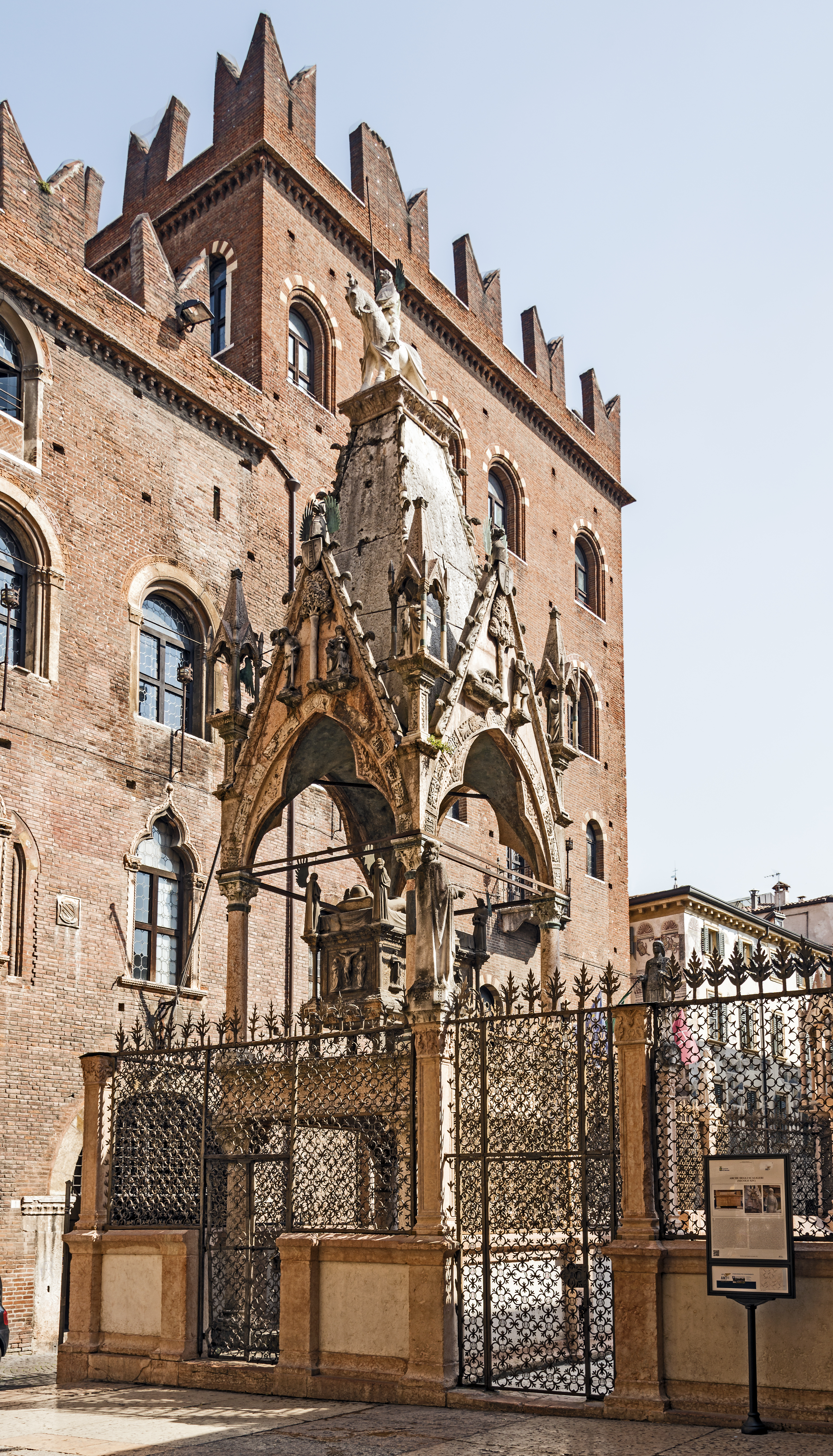
Гробниця Мастіно II
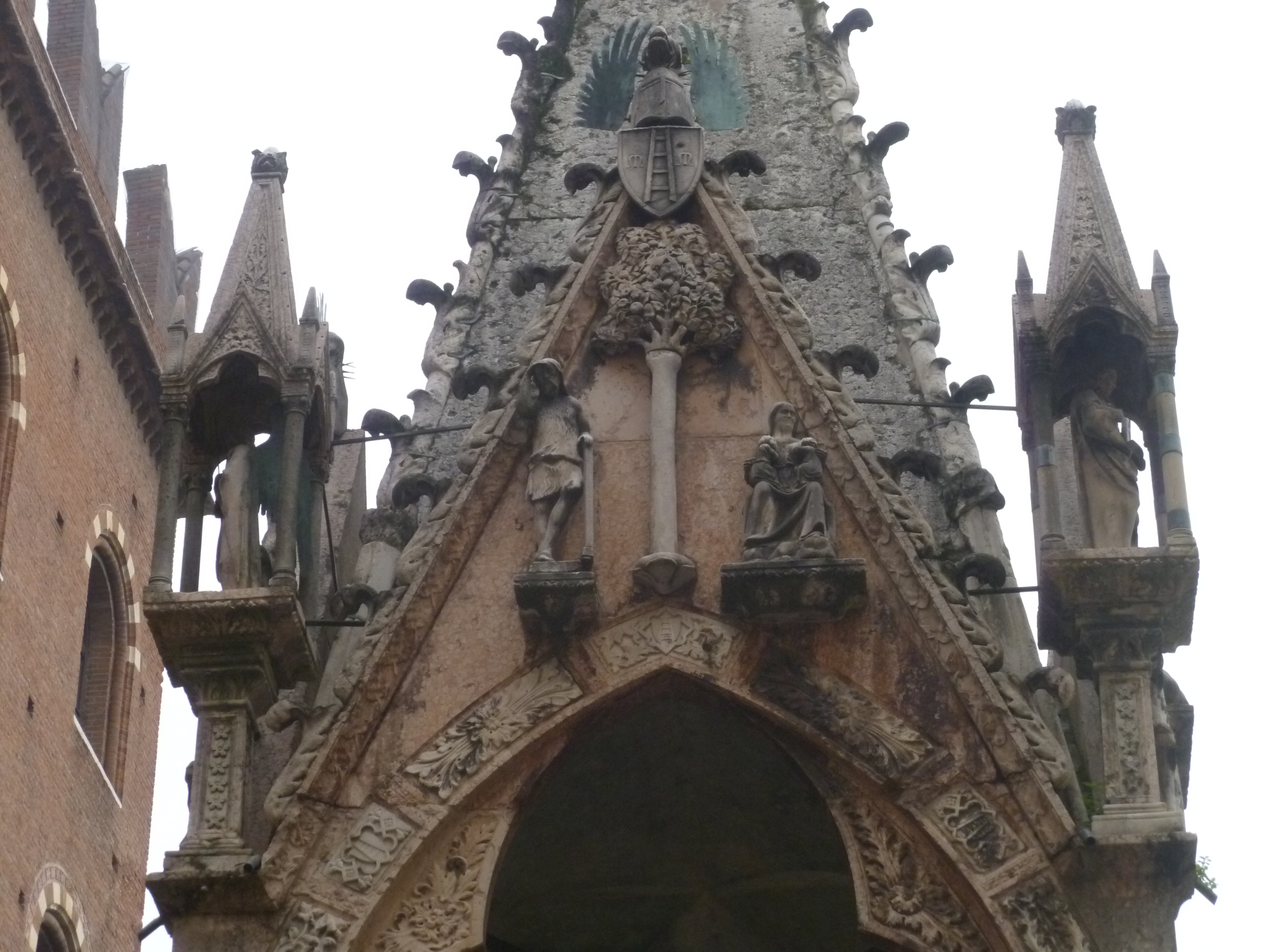
Фрагмент гробниці Мастіно
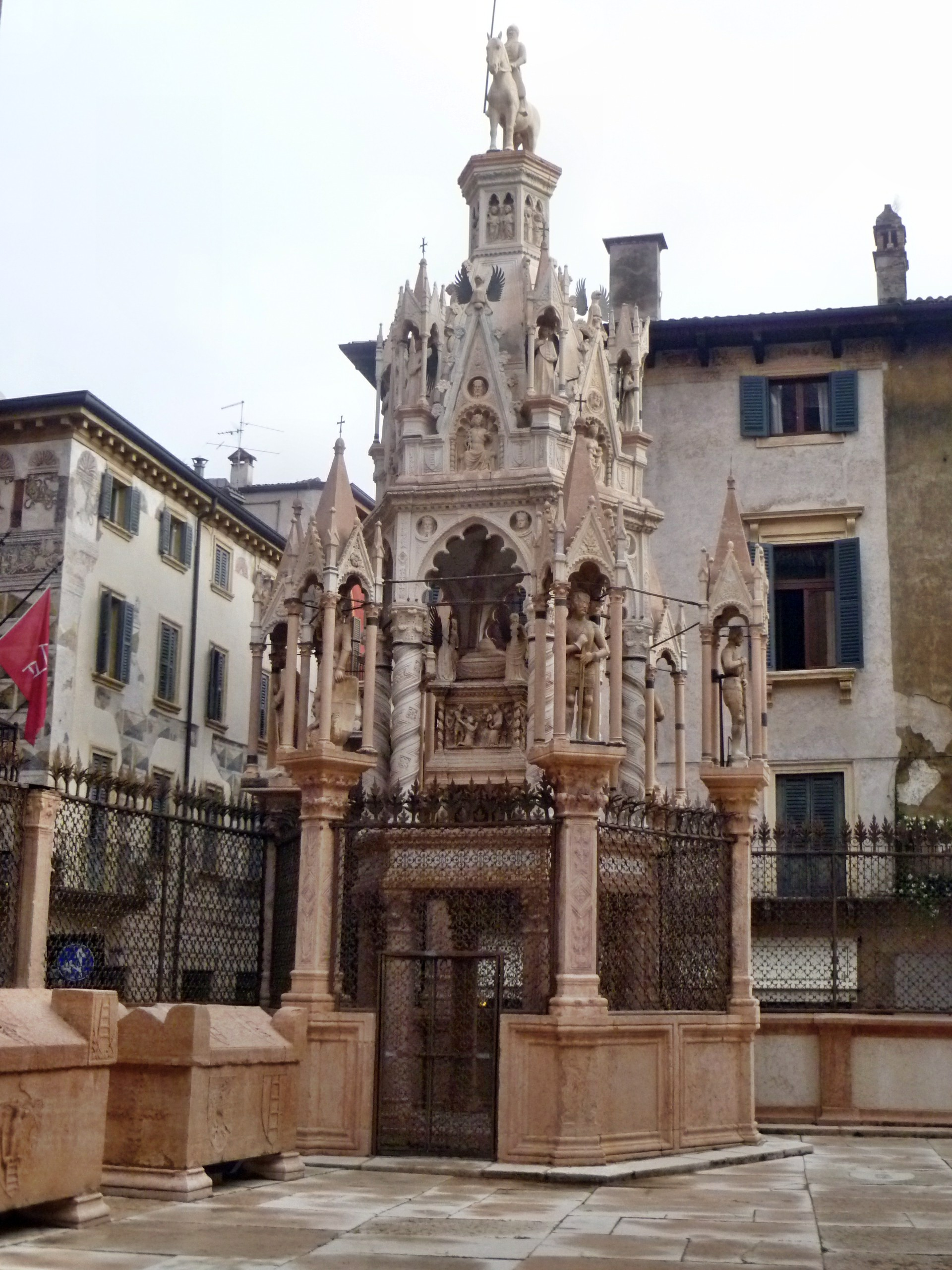
Гробниця Кансіньйоріо делла Скала
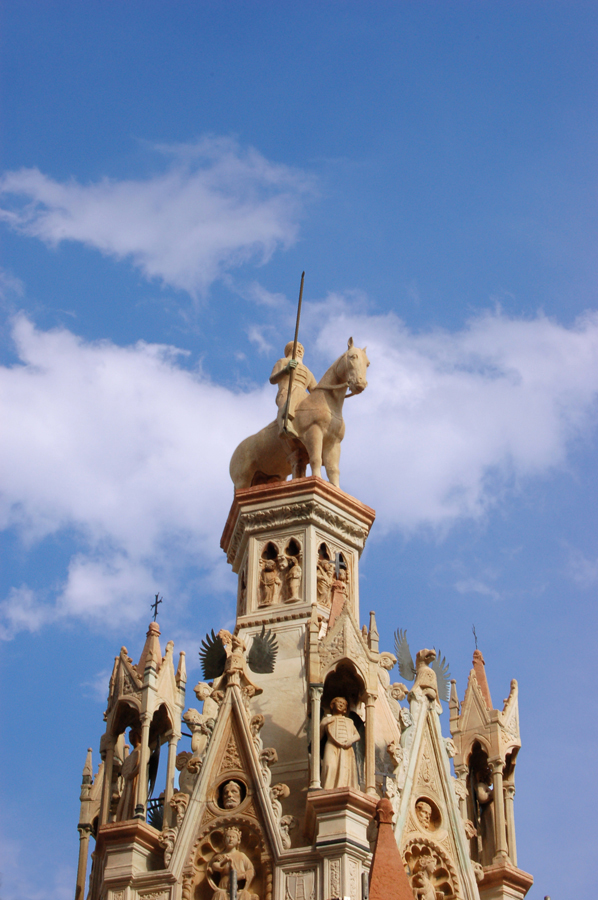
Верхівка гробниці Кансіньйоріо
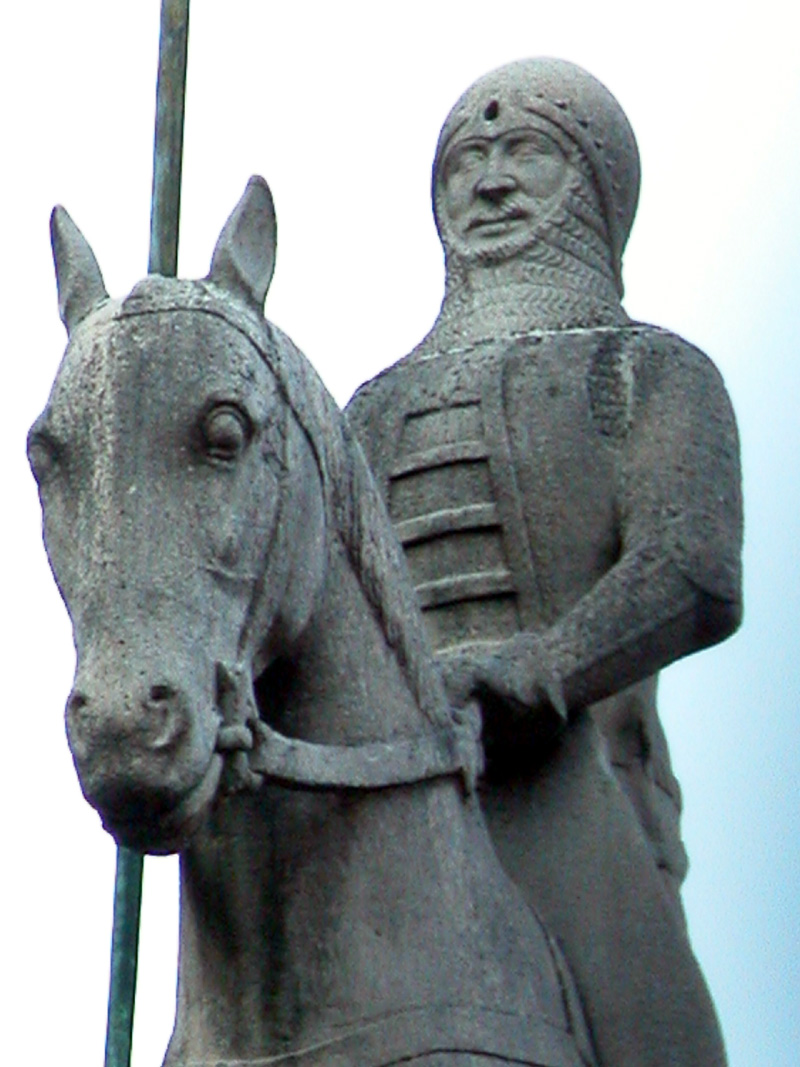
Деталь статуї Кансіньйоріо
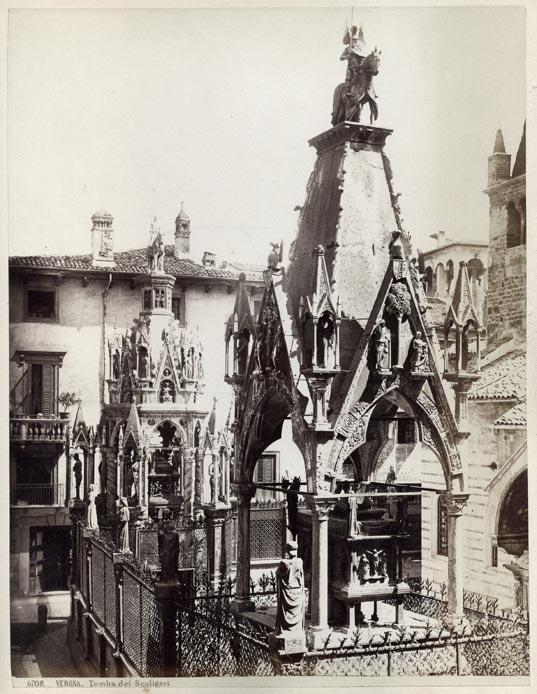
Фото до 1914 року
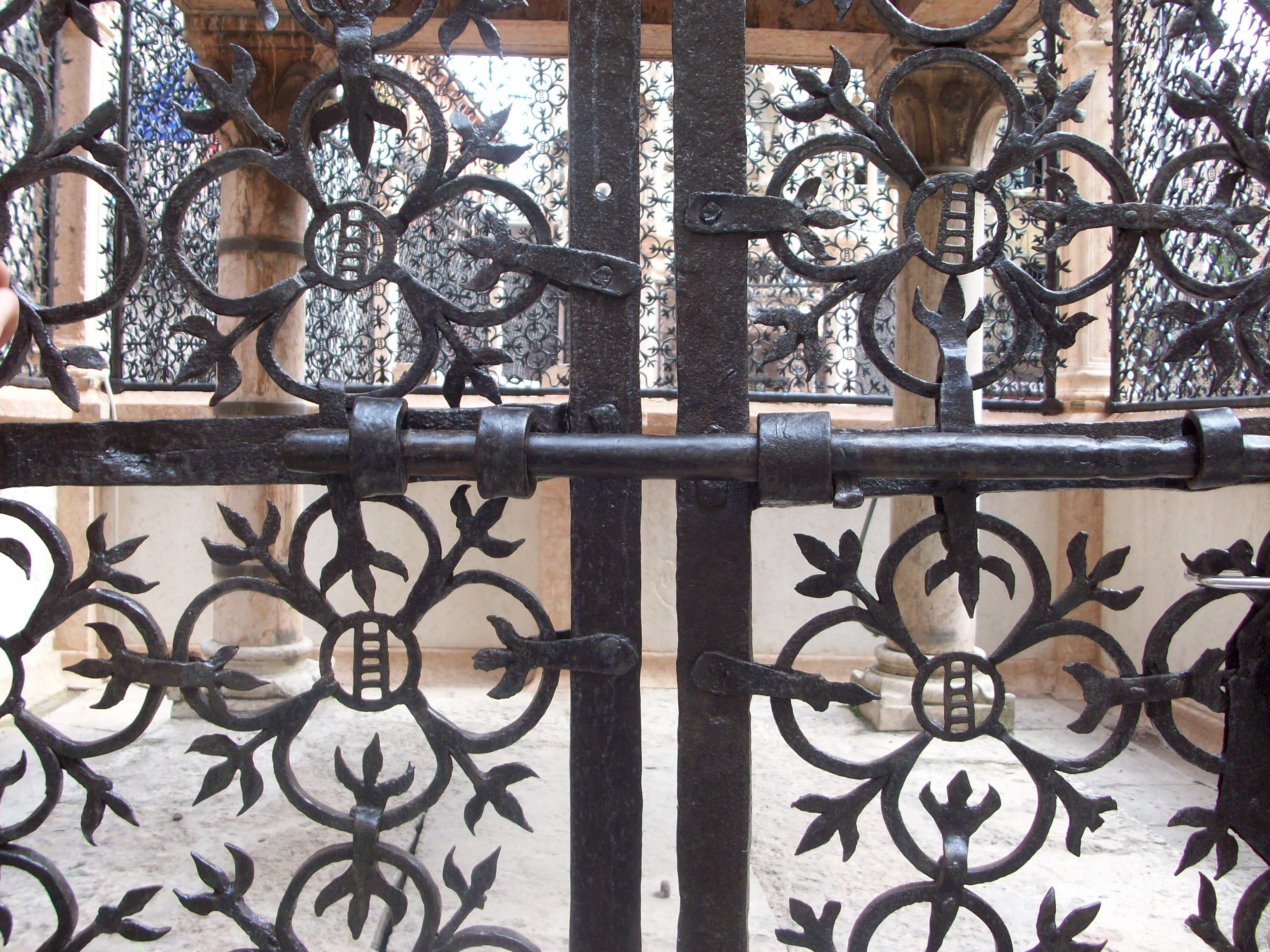
Деталь решіток
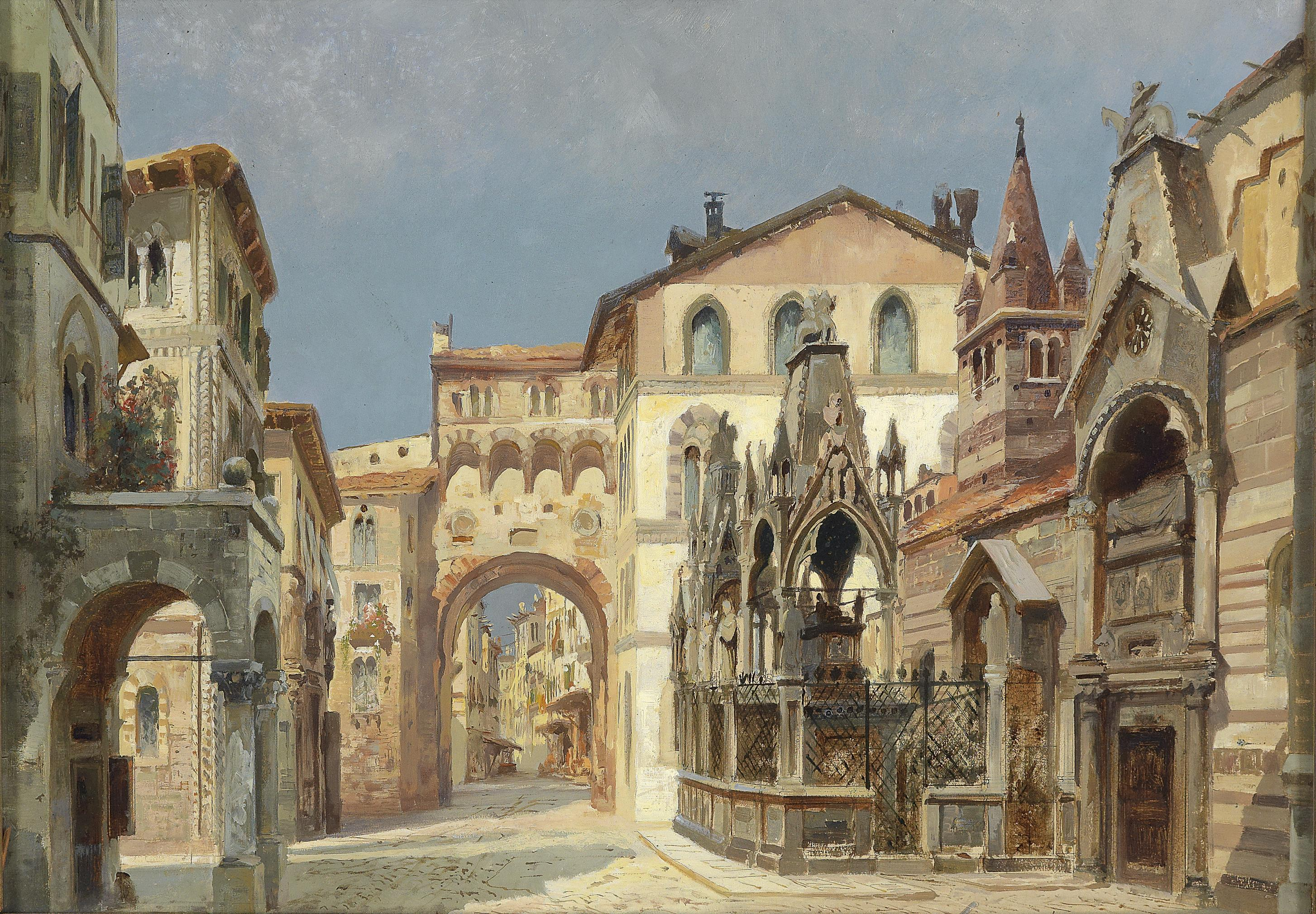
Акварель гробниць і обстановки, 1920 р
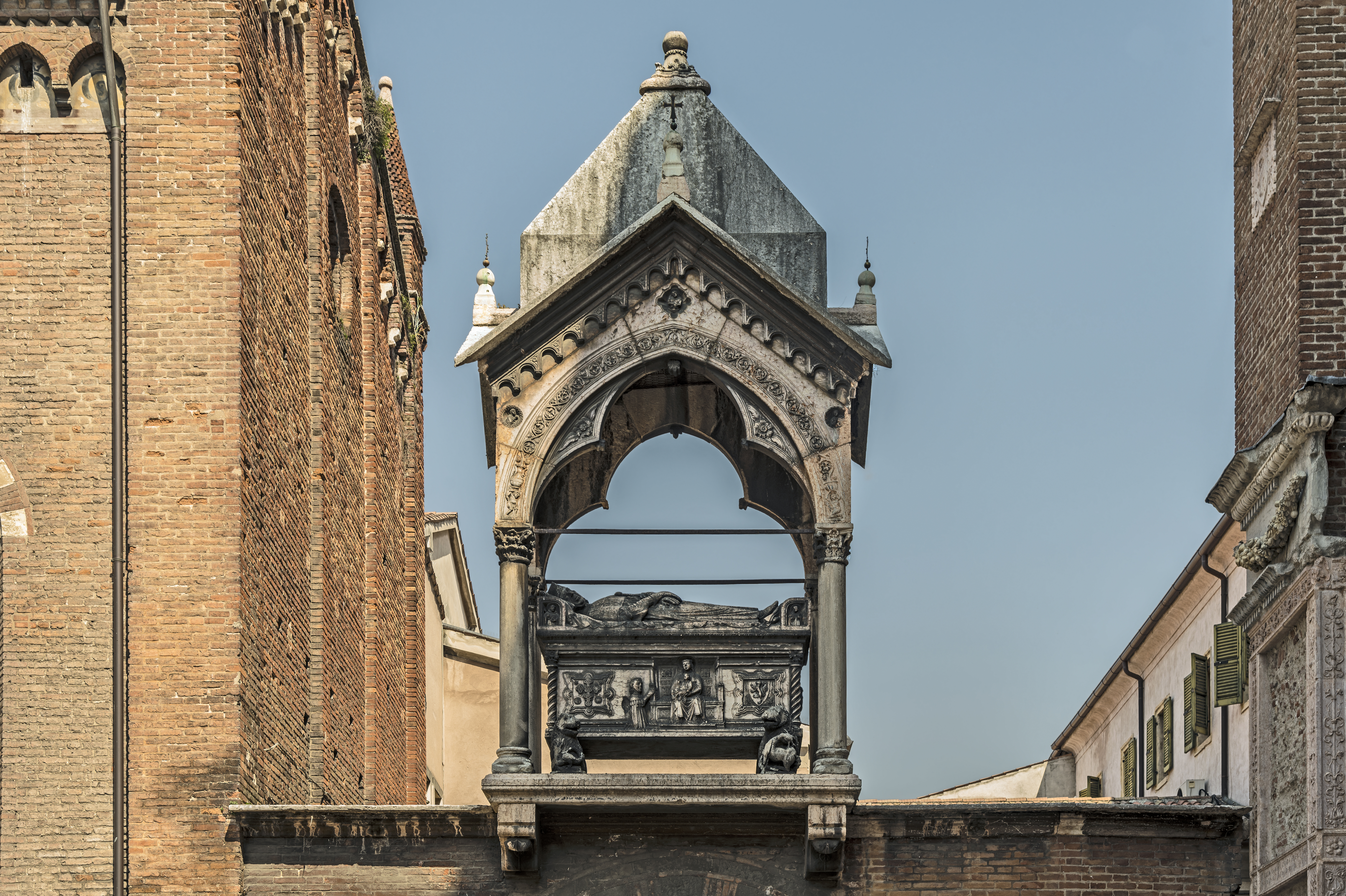
Могила Гульєльмо да Кастельбарко, поруч
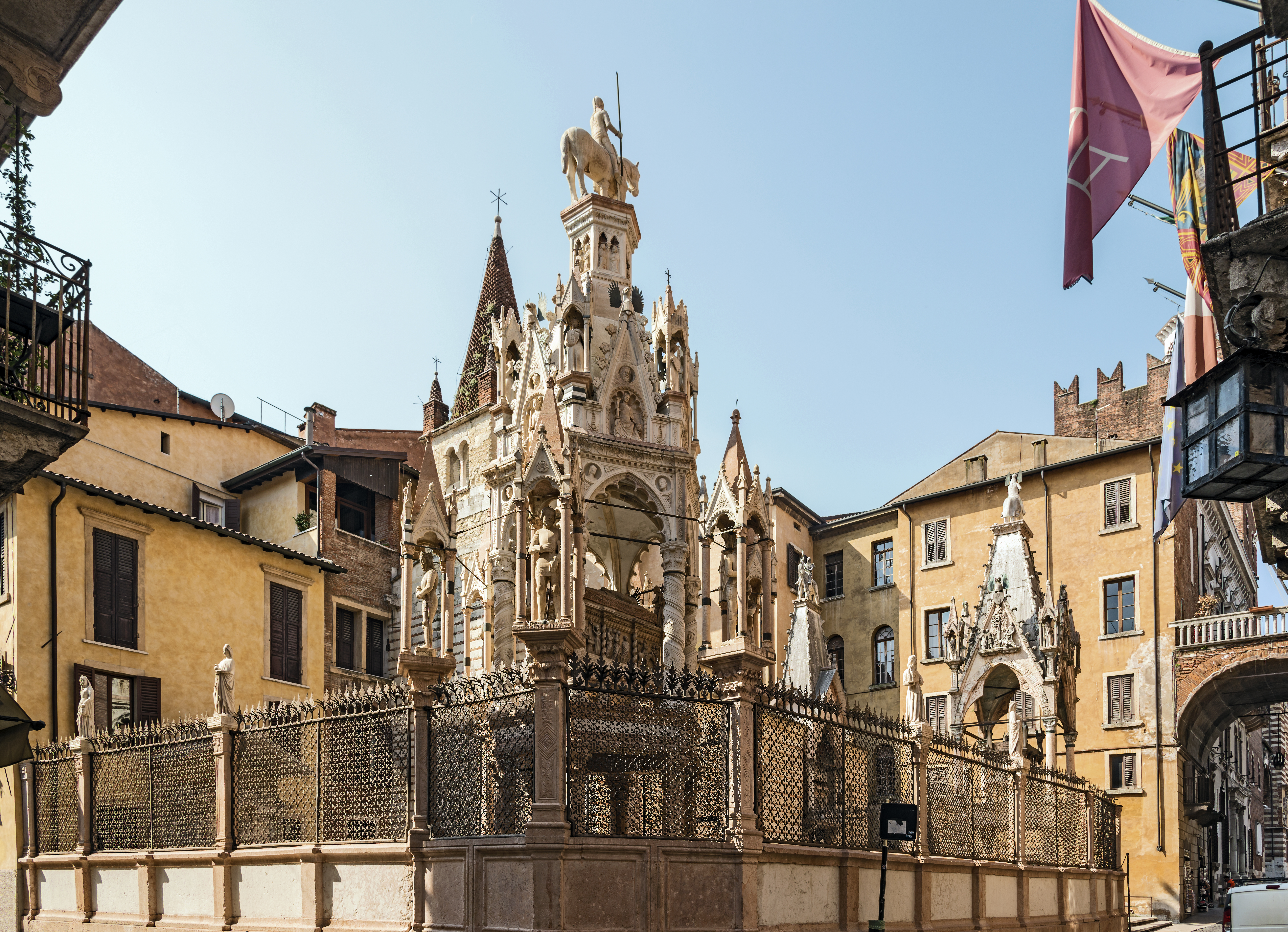
Вид на гробниці Скалігерів. На передньому плані гробниця Кансіньйоріо Мастіно II і Мастіно II ззаду.
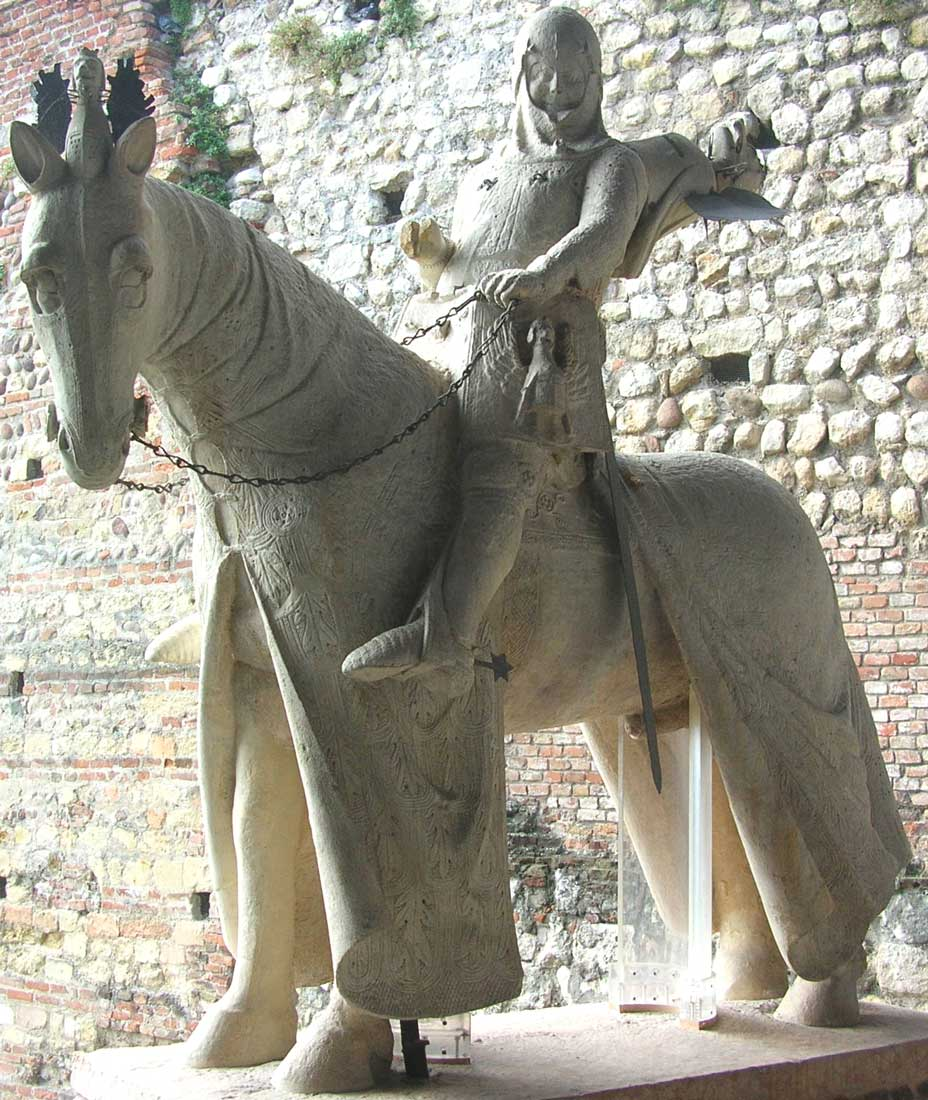
Оригінальна статуя Кангранде I, тепер замінена копією